# Nicolas Barseghyan Argoutinsky-Dolgoroukoff
Pour les articles homonymes, voir Barseghian.
Nikoghayos Barseghyan Argoutinsky-Dolgoroukoff (1845 - 30 mars 1916, Tiflis), ou Nicolas Arghutyan-Yerganadapazouc, est un homme politique arménien en Géorgie, personnage public et intellectuel de premier plan durant la fin du XIXe siècle, maire de Tiflis à 3 reprises pour une durée cumulée d'environ 4 ans et demi.

## Biographie
Né Prince à Tiflis en 1845 à Tiflis (Géorgie), fils de Vasily Andreevich Argoutinsky-Dolgoroukoff, Nicolas fut maire de Tiflis à 3 reprises,. Il appartient à la famille princière Argoutinsky-Dolgoroukoff.
À la suite d'un conflit politique intérieur, Nicolas est nommé maire de Tiflis pour la première fois le 25 avril 1891. Son mandat se termine le 10 juillet 1893, moment lors duquel Poghos Alexandrian Izmaïlian lui succède.
Entre-temps, il est élu administrateur de l'Église St. Karapet (en) en 1892, une église arménienne au centre de Tiflis.
Nicolas est élu maire pour la deuxième fois après la mort de Poghos Alexandrian Izmaïlian en 1895 lors d'un vote à 54 voix contre 10,.
Le 12 juillet 1896, il démissionne à cause de forts différends qui l'opposent à des parlementaires, sans tenir compte du préavis. Le 31 juillet, le gouverneur de Tiflis lui décerne une médaille d'argent et un badge,. Sa demande de démission est approuvée le 5 novembre 1896.
En 1900, Nicolas Argoutinsky-Dolgoroukoff fait un don de 300 roubles pour soutenir « la construction de la Maison du Peuple » à Tiflis.
Il est élu pour la troisième fois maire le 24 février 1903. Il démissionne encore une fois avant la fin de son mandat, un an plus tard, le 3 mars 1904. Pendant ce dernier mandat, il joue un rôle décisif dans la construction de la « maison urbaine » sur la place d'Erevan, obtenant notamment le financement nécessaire.
Nicolas Argoutinsky-Dolgoroukoff contribue ensuite au développement de l'éducation. Jusqu'à sa mort, il est membre du conseil d'administration du « Tiflis Male Gymnasium ». Il fonde dans la ville une école pour enfants sourds-muets qu'il préside jusqu'à la fin de sa vie,.

### Sa bibliothèque
Nikoghayos Arghutian-Yerkaynabazuk avait une bibliothèque très riche considérée comme un trésor du Caucase et comprenant en son sein des ouvrages très rares. Après la révolution russe et la Première Guerre mondiale, alors que les dirigeants de la Première République d'Arménie sont en position difficile, ils achètent cette bibliothèque en 1920 qui fut déplacée un an plus tard de Tiflis à Erevan, en Arménie.
La collection est multilingue, on y trouve des livres sur des sujets très variés : psychologie, littérature, philosophie, art, historiographie, la religion, l'archéologie, les sciences naturelles et d'autres domaines. Au milieu des autres sujets, se distingue tout particulièrement la littérature rapportant aux études caucasiennes, à l'histoire et la culture russes, à l'histoire et la civilisation du monde ainsi que les classiques de l'Europe occidentale et de la Russie.
On y trouve par exemple les carnets de voyage des auteurs et voyageurs Adam Olearius, Jean Chardin et d'autres sont de rares spécimens bibliographiques qui contiennent des informations intéressantes sur les peuples de Russie et du Caucase. Elle est ainsi considérée comme ayant une valeur exceptionnelle pour l'étude du Caucase.
En 2021, les ouvrages de cette bibliothèque sont conservés dans la « Division des dons et des collections individuelles » du Département des livres rares de la Bibliothèque nationale d'Arménie. La collection compte plus de 16 000 unités comportant presque autant de magazines que de livres. Parmi ceux-là, plus de 8 000 sont en russe et seulement 2 sont en arménien. Le reste de la collection se divise en de multiples langues.

### Vie privée
Nikoghayos était marié à Mariam Mirzayan (Marie Mirzoff) ; elle lui survit jusqu'en 1919. Ils ont 5 enfants, 3 garçons et 2 filles, qui en 1920 se sont installés à Paris : Boris, Wladimir, Hovsep et Barbara.
Wladimir grandira à Saint-Pétersbourg et deviendra plus tard un grand collectionneur d'art, réputé internationalement, tout particulièrement en Russie, à Saint-Pétersbourg, et en France, à Paris où il vivra à partir de 1921. Lors de sa vie, il côtoiera des artistes tels que Tchaïkovski et Picasso.

### Mort et funérailles
Nicolas Argoutinsky-Dolgoroukoff meurt le 30 mars 1916. Le 7 avril, l'Église apostolique arménienne de Tiflis l'inhume au monastère de Sanahin, monastère historique de la famille Argoutinsky-Dolgoroukoff dans la région de Lorri en Arménie, à environ 70 km au sud de Tiflis,,.